# Pablo Lizcano
Pablo Lizcano Fernández (Madrid, 25 de abril de 1951 - ibíd., 3 de mayo de 2009) fue un periodista español.

## Biografía
Licenciado en Ciencias Políticas, al acabar sus estudios comenzó a colaborar en el periódico Diario 16.
Se dio a conocer en 1981 con la publicación de la obra La generación del 56, sobre las revueltas estudiantiles contra el régimen franquista sucedidas en Madrid en febrero de 1956. El libro, en su segunda edición (2006), ha sido prologado por el Defensor del Pueblo, Enrique Múgica Herzog.
En los siguientes años se dedicó a la traducción literaria, y entre otros tradujo al castellano a Mary Norton, Arnold Lobel y Tomi Ungerer.
En 1984 se estrenó en Televisión Española con un programa de entrevistas en profundidad llamado Autorretrato, inaugurado con una entrevista a la musa de la movida madrileña, entonces en pleno auge, Olvido Gara, y que en seguida captó el interés del público.
Entre otros, Lizcano tuvo la oportunidad de entrevistar a Luis Ciges, Luis García Berlanga, Juan Benet, Gonzalo Torrente Ballester, Manuel Vázquez Montalbán, Santiago Carrillo, Josep Tarradellas, Pedro Almodóvar, Encarna Sánchez, Alberto Closas, Amparo Rivelles o Ana Belén. Y también a la cantante Massiel, a la que conoció con ocasión de la entrevista que le efectuó en el espacio y con la que terminó contrayendo matrimonio, matrimonio que duró entre 1985 y 1988.
Entre 1985 y 1987 Lizcano realizó Fin de siglo, un programa de "talk show" con entrevistas y actuaciones musicales, para La 2 de TVE.
Finalizada su etapa en la Televisión Española, se incorporó a la Cadena SER en octubre de 1988, con Retratos, un espacio de corte similar al que condujo para TV.
En la temporada 1989-1990 pasó a la recién creada cadena autonómica Telemadrid, donde condujo el espacio de actualidad cinematográfica Butaca de patio.
En enero de 1993 dirigió el Telemaratón de Antena 3, ocho horas de televisión en directo, presentado por Emilio Aragón y con la pretensión de recaudar fondos para atender causas benéficas.
Más adelante, fue director de comunicación en diferentes organismos y creó una empresa de comunicación audiovisual llamada b+c.
Fue pareja de la escritora Rosa Montero hasta su muerte tras una larga enfermedad, el 3 de mayo de 2009.